# Kinzang Lhamo
Kinzang Lhamo (née le 15 juin 1998) est une coureuse de marathon et d'ultra-marathon bhoutanaise.

## Carrière
Lhamo est spécialisée dans les ultra-marathons. Elle termine à la seconde place de Snowman Race 2022,,, un ultra-marathon de 5 jours à Chamkhar (Bumthang) à travers les montagnes de l'Himalaya. Cette année-là, elle termine deuxième du Coronation Marathon à Paro, au Bhoutan.
En 2023, Lhamo remporte le marathon international du Bhoutan. L'année suivante, elle conserve son titre lors de la 10e édition du Marathon international du Bhoutan à Punakha et établit un meilleur temps personnel de 3 heures et 26 minutes,,.
En 2024, elle se voit attribuer une place d'universalité pour représenter le Bhoutan au marathon aux Jeux olympiques de Paris 2024.  Pour préparer l'événement, Lhamo s'entraîne à Thimphou avec l'aide de la Fédération d'athlétisme amateur du Bhoutan. Elle termine le marathon en 80e et dernière position avec un temps de 3 heures 52 minutes et 59 secondes,. Elle arrive une heure et demie après la compétitrice arrivée en tête de ce marathon, Sifan Hassan, une heure et demie d'efforts et de souffrances supplémentaires, mais elle termine ce marathon comme elle se l'était promis, accueillie elle-aussi par une ovation à son arrivée, enfermée dans sa douleur et sa volonté. Elle était la seule femme de la délégation de son pays et porte-drapeau. C’est la première fois que Kinzang Lhamo a courru en dehors de son royaume, le Bhoutan,. Ses performances étaient loin des minima a priori nécessaires, mais elle a été invitée à participer «au nom du principe d’universalité olympique qui veut que tous les pays puissent être représentés».

## Vie personnelle
Originaire de Trashigang, Lhamo est soldate de l'armée royale du Bhoutan, localisée à Haa, dans l'ouest du pays,,.